# ۶۵۰ خیابان پنجم
۶۵۰ خیابان پنجم (سابقاً ساختمان پیاژه) یک برج ۳۶ طبقه ۱۵۰ متری در سمت راکفلر سنتر خیابان ۵۲ام نیویورک است.

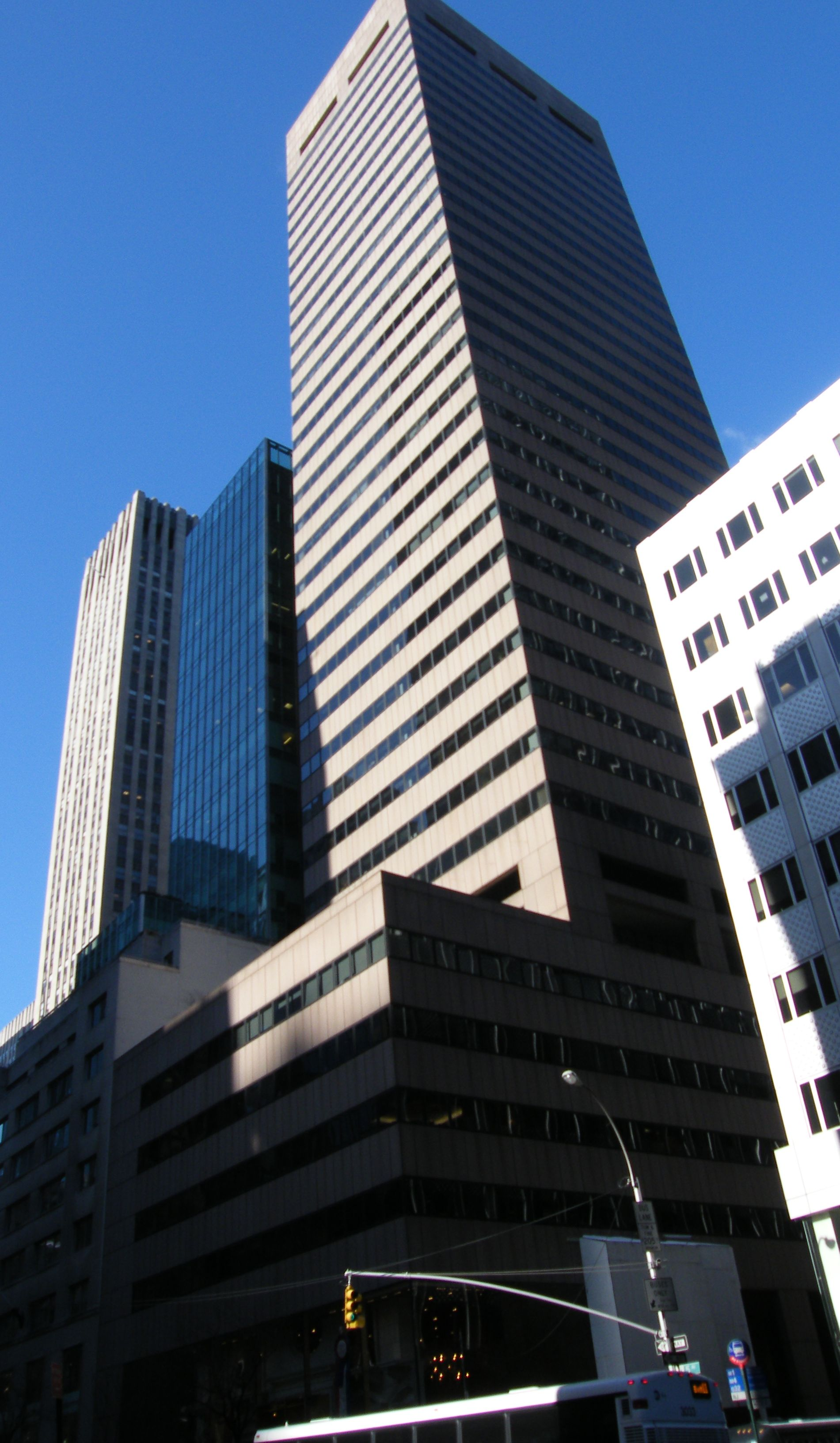
۶۵۰ خیابان پنجم

این ساختمان توسط شرکت جان کارل وارنک برای بنیاد پهلوی (تأسیس شده توسط محمدرضا شاه پهلوی) در سال ۱۹۷۸ ساخته شد.
۴۰ درصد این ساختمان متعلق به بانک ملی ایران و ۶۰ درصد بقیه متعلق به بنیاد علوی است. طبق تحریمهای آمریکا بنیاد علوی ۳۵ درصد سهام خود را به شرکت صوری آسا لیمیتد که در جرزی ثبت شده و فقط ۱ کارمند داشت منتقل کرد تا جبران کننده قرض بانک ملی باشد. مقر خود بنیاد علوی در واحد ۲۴۰۶ این آسمانخراش قرار دارد.
دادستان‌های آمریکایی در تلاشند این برج را مصادره کنند. شاکیان که قربانیان بمبگذاری ۱۹۸۳ بیروت هستند می‌گویند به خاطر دست داشتن ایران در آن واقعه، این برج باید مصادره شود تا غرامت آنان داده شود. در ۲۵ شهریور ۱۳۹۲، کترین فورست، قاضی ایالات متحده برای ناحیه منهتن درخواست دولت را برای مصادره این برج
پذیرفت ولی در سال ۲۰۱۶، دادگاه استیناف ایالات متحده این حکم را نقض کرد و برای دادرسی مجدد به او باز فرستاد. در ژوئن ۲۰۱۷، هیئت منصفه دادگاه در این باره تصمیم‌گیری کرد و رای داد که سهم اکثریت بنیاد علوی در این آسمانخراش ناقض تحریم‌های ایران است. کفیل دادستان ایالات متحده برای ناحیه جنوبی نیویورک گفت این مالکیت به دولت ایران «در قلب منهتن» راهی داده برای دور زدن تحریم‌های اقتصادی آمریکا. او ارزش این برج را بین نیم تا یک میلیارد دلار برآورد کرد. او گفت فروش این ملک بزرگترین مصادرهٔ مرتبط با تروریسم در تاریخ آمریکا خواهد بود.